# Gustav Leopold Plitt
Gustav Leopold Plitt, född den 27 mars 1836 i Genin, död den 10 september 1880 i Erlangen, var en tysk luthersk teolog.
Plitt, som blev ordinarie professor i kyrkohistoria vid Erlangens universitet 1875, utgav bland annat Einleitung in die Augustana (2 band, 1867–1868) samt, jämte J.J. Herzog, Realenzyklopädie für protestantische Theologie und Kirche (2:a upplagan 1877–1888).